# Беляви (гміна)
Гміна Беляви (пол. Gmina Bielawy) — сільська гміна у центральній Польщі. Належить до Ловицького повіту Лодзинського воєводства.
Станом на 31 грудня 2011 у гміні проживало 5753 особи.

## Площа
Згідно з даними за 2007 рік площа гміни становила 164.01 км², у тому числі:
- орні землі: 75.00%
- ліси: 15.00%

Таким чином, площа гміни становить 16.61% площі повіту.

## Населення
Станом на 31 грудня 2011:
| Опис     | Загалом | Загалом | Чоловіки | Чоловіки | Жінки | Жінки |
| -------- | ------- | ------- | -------- | -------- | ----- | ----- |
| одиниця  | осіб    | %       | осіб     | %        | осіб  | %     |
| все      | 5753    | 100     | 2880     | 50.06    | 2873  | 49.94 |
| міське   | 0       | 100     | 0        |          | 0     |       |
| сільське | 5753    | 100     | 2880     | 50.06    | 2873  | 49.94 |

## Сусідні гміни
Гміна Беляви межує з такими гмінами: Бедльно, Ґловно, Доманевіце, Здуни, Лович, Пйонтек.